# Onthophagus xanthochlorus
Onthophagus xanthochlorus es una especie de insecto del género Onthophagus, familia Scarabaeidae, orden Coleoptera.
Fue descrita científicamente por Walter & Cambefort en 1977.